# 内池廉吉
内池 廉吉（うちいけ れんきち、1876年 - 1949年）は日本の商学者、財政学者。神戸高等商業学校（現神戸大学）教授や東京商科大学（現一橋大学）教授、立教大学教授を務めた。
日本におけるマーケティングの紹介者としても知られる。倉庫論、市場論、財政学などを研究した。

## 人物・経歴
現在の福島県福島市で醤油醸造業内池家に生まれる。1899年高等商業学校（のちの東京高等商業学校、現一橋大学）専攻部卒業。商業教員養成所講師を経て、1902年に神戸高等商業学校（現神戸大学）が設立されると、同校教授に就任。
1906年から2年間イギリス、フランス、ドイツに自費で留学した。1915年から文部省によりアメリカ合衆国に留学する。
1919年から東京高等商業学校教授、翌20年から大学に昇格した東京商科大学（現一橋大学）教授を務め、担当者が定まらず他校に比べて遅れていた財政学を1934年頃まで継続して担当し、その後の一橋大での財政学研究の基礎を築いた。
大正期から昭和期にかけて、立教大学商学部およびその後の経済学部教授も長く務め、財政学や商業政策を講じた。
1937年定年退官。門下に「市場論」を継いだ深見義一や、「財政学」を継いだ井藤半彌、「交通論」の野村寅三郎などがいる。
また神戸高商で出光佐三（出光興産創業者）に「商業概論」を講じ大きな影響を与えたことでも知られ、のちに弟の出光計助（出光興産第2代社長）の東京商大でのゼミの指導教官も務めた。他に川又克二（元日産自動車社長）、庭野正之助（元日本鉱業（現ENEOSホールディングス）社長なども内池ゼミ出身。

## 主な著作
- 『倉庫経営論』同文館 1914年
- 『農産物倉庫論』同文館 1917年
- 『商業学概論』同文館 1918年
- 『商業問題』現代経済学全集（第21巻）日本評論社 1929年
- 『市場組織論』巌松堂書店 1929年
- 『小売商許可制の研究』小売商問題研究叢書 内池廉吉 (著), 深見 義一 (著) 同文館 1937年
- 『商学論集』内池廉吉博士還暦祝賀記念 同文館 1938年

## 親族
- 長女 内池ヨシ（養子内池久五郎の妻）[14]